# Yungasia lurida
Yungasia lurida är en insektsart som beskrevs av Keti Maria Rocha Zanol 1991. Yungasia lurida ingår i släktet Yungasia och familjen dvärgstritar. Inga underarter finns listade i Catalogue of Life.